# Дейвид Хобс
Дейвид Хобс (на английски: David Hobbs) е бивш британски пилот от Формула 1, понастоящем коментатор за „Спийд ТВ“.
Има 6 старта във Формула 1 (1967-1974), но няма спечелени победи.
Във Формула 1 се е състезавал за тимовете на:
- Макларън
- БРМ
- Хонда Ф1